# 네무로시
네무로시(일본어: 根室市, 아이누어: Ni mu oro)는 일본 홋카이도 최동단에 있는 시로, 네무로 진흥국 관할이다.

## 지리
홋카이도 최동단, 동경 146°21'부터 146°11', 북위 43°09'부터 43°38'의 사이로, 동서로 70km, 남북으로 10km, 동서로 홀쭉하게 태평양에 돌출한 네무로반도와 하보마이 군도가 네무로시의 행정 구역이다.
네무로반도에 위치하여 서쪽을 제외한 삼면이 바다이다. 네무로반도의 태평양 앞바다 약 3km에 유루리섬·모리유리섬이 있다. 

### 기후
기후는 여름은 시원하고 기온이 25도 이상 넘는 일이 드물다. 겨울은 홋카이도 안에서는 눈이 적은 편이다.
역대 최저 기온은 영하 23도이지만 요즘에는 영하 20도 이하로 내려가는 일이 거의 없다고 한다. 반면 역대 최고 기온은 혼슈의 도호쿠 지방보다도 높은 영상 33도이다.
| 네무로시의 기후                                              | 네무로시의 기후 | 네무로시의 기후 | 네무로시의 기후 | 네무로시의 기후 | 네무로시의 기후 | 네무로시의 기후 | 네무로시의 기후 | 네무로시의 기후 | 네무로시의 기후 | 네무로시의 기후 | 네무로시의 기후 | 네무로시의 기후 | 네무로시의 기후 |
| 월                                                           | 1월             | 2월             | 3월             | 4월             | 5월             | 6월             | 7월             | 8월             | 9월             | 10월            | 11월            | 12월            | 연간            |
| ------------------------------------------------------------ | --------------- | --------------- | --------------- | --------------- | --------------- | --------------- | --------------- | --------------- | --------------- | --------------- | --------------- | --------------- | --------------- |
| 역대 최고 기온 °C (°F)                                       | 10.3 (50.5)     | 9.5 (49.1)      | 14.7 (58.5)     | 23.3 (73.9)     | 34.0 (93.2)     | 32.1 (89.8)     | 33.1 (91.6)     | 33.6 (92.5)     | 29.5 (85.1)     | 24.2 (75.6)     | 19.2 (66.6)     | 13.4 (56.1)     | 34.0 (93.2)     |
| 일평균 최고 기온 °C (°F)                                     | −0.9 (30.4)     | −1.2 (29.8)     | 2.2 (36.0)      | 7.4 (45.3)      | 11.9 (53.4)     | 14.9 (58.8)     | 18.7 (65.7)     | 20.9 (69.6)     | 19.4 (66.9)     | 14.7 (58.5)     | 8.6 (47.5)      | 2.1 (35.8)      | 9.9 (49.8)      |
| 일일 평균 기온 °C (°F)                                       | −3.4 (25.9)     | −3.8 (25.2)     | −0.8 (30.6)     | 3.5 (38.3)      | 7.7 (45.9)      | 10.9 (51.6)     | 14.9 (58.8)     | 17.4 (63.3)     | 16.2 (61.2)     | 11.6 (52.9)     | 5.6 (42.1)      | −0.5 (31.1)     | 6.6 (43.9)      |
| 일평균 최저 기온 °C (°F)                                     | −6.5 (20.3)     | −7.1 (19.2)     | −3.7 (25.3)     | 0.5 (32.9)      | 4.5 (40.1)      | 8.1 (46.6)      | 12.1 (53.8)     | 14.8 (58.6)     | 13.6 (56.5)     | 8.5 (47.3)      | 2.3 (36.1)      | −3.6 (25.5)     | 3.6 (38.5)      |
| 역대 최저 기온 °C (°F)                                       | −22.7 (−8.9)    | −22.9 (−9.2)    | −21.1 (−6.0)    | −13.4 (7.9)     | −6.7 (19.9)     | −4.9 (23.2)     | 0.4 (32.7)      | 6.3 (43.3)      | 1.7 (35.1)      | −3.3 (26.1)     | −10.6 (12.9)    | −15.1 (4.8)     | −22.9 (−9.2)    |
| 평균 강수량 mm (인치)                                        | 30.6 (1.20)     | 23.5 (0.93)     | 47.0 (1.85)     | 64.4 (2.54)     | 96.2 (3.79)     | 103.0 (4.06)    | 115.1 (4.53)    | 132.3 (5.21)    | 160.0 (6.30)    | 126.1 (4.96)    | 83.2 (3.28)     | 59.0 (2.32)     | 1,040.4 (40.96) |
| 평균 강설량 cm (인치)                                        | 43 (17)         | 39 (15)         | 36 (14)         | 12 (4.7)        | 0 (0)           | 0 (0)           | 0 (0)           | 0 (0)           | 0 (0)           | 0 (0)           | 2 (0.8)         | 28 (11)         | 159 (63)        |
| 평균 강수일수 (≥ 0.5 mm)                                     | 9.7             | 6.3             | 9.4             | 10.6            | 11.3            | 10.1            | 11.0            | 11.8            | 11.5            | 10.7            | 10.8            | 10.4            | 123.6           |
| 평균 강설일수                                                | 23.2            | 20.5            | 19.4            | 12.9            | 2.6             | 0.0             | 0.0             | 0.0             | 0.0             | 0.7             | 6.1             | 17.5            | 105.3           |
| 평균 상대 습도 (%)                                           | 71              | 72              | 75              | 78              | 83              | 89              | 91              | 89              | 84              | 76              | 70              | 69              | 79              |
| 평균 월간 일조시간                                           | 154.4           | 164.1           | 190.8           | 180.9           | 171.6           | 135.5           | 117.3           | 124.6           | 144.5           | 162.8           | 148.2           | 151.8           | 1,846.7         |
| 출처: 일본 기상청 (평년값: 1991년~2020년, 극값: 1879년~현재) |                 |                 |                 |                 |                 |                 |                 |                 |                 |                 |                 |                 |                 |

## 역사
- 1869년 9월 - 개척사가 이주민 130명을 이끌고 이주해 개척사 사무소를 네무로에 두었다.
- 1875년 - 네무로 도시 구획이 완성되고, 정명이 결정되었다.
- 1900년 - 네무로정이 성립하였다.
- 1957년 8월 1일 - 같은 네무로군의 와다촌과 합병, 시로 승격해 네무로시가 탄생했다.
- 1959년 4월 1일 - 하나사키군 하보마이촌을 합병했다.

## 경제
네무로시 경제의 주력인 수산업은 1960년대를 정점으로 각종 규제로 인해 쇠퇴했다. 새로운 해양 시대에 대응하기 위해 연안 어업 자원의 양식을 늘리고 수산 자원의 고차 가공 등 각종 진흥 정책을 추진하고 있다.

## 교통

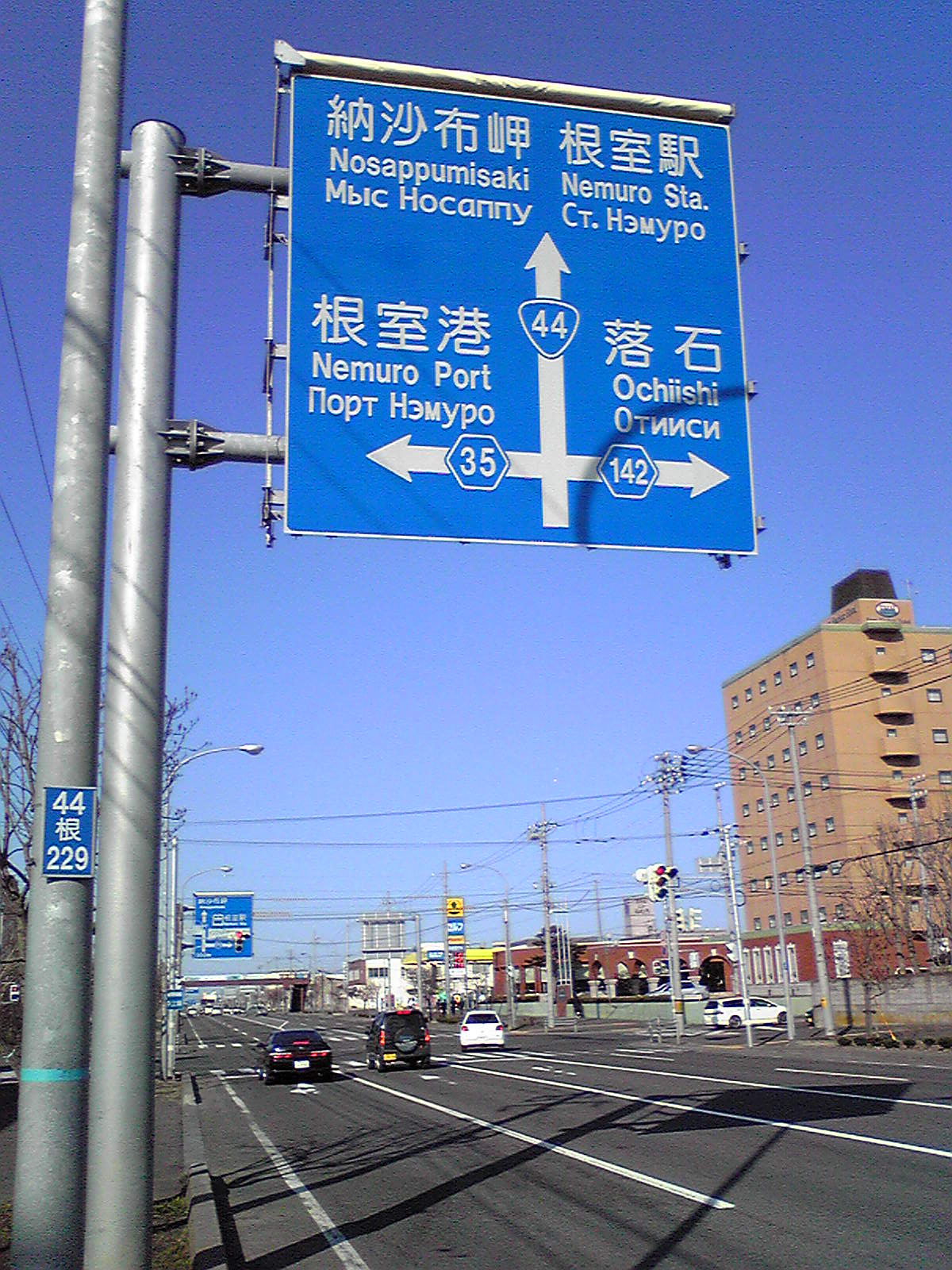
러시아어 간판

### 항만
- 네무로항

### 도로
- 국도 44호선
- 국도 243호선(일본어판)

### 철도
네무로 본선이 네무로역에서 종착한다. 그러나 네무로까지 열차를 이용하려면 구시로시의 구시로역에서 환승해야 한다. 이는 운행계통이 분리되어 있기 때문이다. 따라서 구시로~네무로 구간은 하나사키선으로 따로 부르기도 한다. 네무로에 소재한 히가시네무로역은 일본 최동단 역으로 유명하다.

## 자매 도시
- 일본 도야마현 도야마시(1976년 10월 19일)
- 미국 알래스카주 시트카(1975년 12월 19일)
- 러시아 사할린주 세베로쿠릴스크(1994년 1월 27일)